# 無玷聖母獻主會
無玷聖母獻主會（Missionary Oblates of Mary Immaculate (OMI)）為天主教修道會。於1816年1月25日由馬善樂教士（Saint Eugene de Mazenod）創立。教宗良十二世（Pope Leo XII）於1826年2月17日第一次確認。法國大革命後各教會開始復興，現在在世界各地都有為貧者、受忽略者和被遺棄者服務。1938年，教宗庇護十一世（Pope Pius XI）稱為「艱難使命的專家」。其中較著名的成員有芝加哥大主教Francis Cardinal George。

## 獻主會所創立的學校
無玷聖母獻主會於1848年在加拿大創辦了前身為 College of Bytown 的渥太華大學。
無玷聖母獻主會在世界各地傳教和服務，所辦學校多以獻主會聖母院書院（Notre Dame College）來命名。無玷聖母獻主會於1966年來香港，1967年開辦聖母院堂區，1975年開辦獻主會小學和獻主會小堂，2007年開辦獻主會聖馬善樂小學，2011年接辦獻主會溥仁小學。
台灣自由時報有報導指加拿大無玷聖母獻主會所主持的寄宿學校有教士性侵犯印地安裔學生被提出2500件求償訴訟，無玷聖母獻主會因此已向加拿大法院申請破產保護。

## 會員
2006年，有4440個會士，包括580個教會組織，分佈全世界71個國家。

## 外部連結
- Official Site (Eng;Fra;Esp) （页面存档备份，存于）